# Sredni Vashtar (Erzählung)
Sredni Vashtar ist eine Kurzgeschichte, die zwischen 1900 und 1911 von dem britischen Schriftsteller Saki geschrieben und in dem Band The Chronicles of Clovis  erstmals veröffentlicht wurde. Die Geschichte handelt von einem zehnjährigen Jungen namens Conradin, der an einer nicht näher beschriebenen tödlichen Krankheit leidet. Als Waise lebt er bei seiner strengen Cousine Mrs. De Ropp. Unter dem Regime seiner Cousine entwickelt Conradin eine blühende Fantasie, in der er ein Frettchen als eine Art Gott ansieht und es anbetet.

## Handlung
Conradin, der nach dem Tod seiner Eltern bei seiner Cousine und Vormund Mrs. De Ropp lebt, ist sehr krank. Mrs. De Ropps  quält Conradin durch übertriebene Fürsorge. Conradin gibt dem Metzgerjungen sein gesammeltes Kleingeld. Dafür erhält er ein Frettchen, das er, zusammen mit einem Huhn, in einem kleinen Schuppen im Garten versteckt. Auf Grund der strengen Erziehung durch Mrs. De Ropp hat er eine Fantasiewelt erschaffen, in der das Frettchen ein Gott ist. Er hält das Frettchen in einem Käfig, der für ihn Teil einer Art Schrein darstellt. Conradin gibt dem Frettchen den Namen „Sredni Vashtar“. Er flieht immer häufiger in seine Fantasiewelt, um der Wirklichkeit zu entkommen. Conradins tägliche Ausflüge zu dem Schuppen bleiben von Mrs. De Ropp nicht unbemerkt. Eines Tages findet sie Conradins Huhn, von dem er glaubt, es sei ein Wiedertäufer. Er weiß zwar nicht, was ein Wiedertäufer ist, aber er beschließt es, weil er glaubt, es würde Mrs. De Ropp nicht gefallen. Mrs. De Ropp verkauft das Huhn, den versteckten Schrein mit dem Frettchen entdeckt sie jedoch nicht. Sie vermutet, dass Conradin neben dem Huhn noch einige Meerschweinchen versteckt hält. Dies verärgert Conradin und er bittet „Sredni Vashtar“: „Tue diese eine Sache für mich, Sredni Vashtar!“ Diesen Satz wiederholt er immer wieder, jedoch sagt er nicht, was genau das Frettchen für ihn tun soll.
Ein paar Tage später geht Mrs. De Ropp Conradins Geheimnis endgültig auf den Grund. Sie sucht in Conradins Zimmer nach dem Schlüssel für den versteckten Schrein und findet ihn letztlich auch. Sie öffnet den Schuppen und entdeckt  den versteckten Schrein. Conradin beobachtet das Geschehen von einem Fenster aus und sieht, wie sein angebetetes Frettchen davonläuft. Darauf lächelt er. Als Mrs. De Ropp nach langer Zeit nicht aus dem Schuppen zurückkommt, sucht eine Bedienstete, die das Essen servieren will, nach ihr. Mittlerweile hat Conradin ein Stück Brot geröstet und dick mit Butter bestrichen, obwohl  Mrs. De Ropp dies untersagt hat. Die Dienerin geht in den Schuppen und kommt schreiend wieder heraus. Auf dem Gang sind Schritte zu hören und jemand fragt: „Wer soll es dem armen Jungen beibringen?“ Was genau passiert ist, lässt Saki offen.
Da er beschrieben hat, dass das Frettchen beim Verlassen des Schuppens feuchte, dunkelrote Flecken am Maul hat, spricht alles dafür, dass es sich hierbei um das Blut von Mrs. De Ropp handelt, der Sredni Vashtar die Kehle durchgebissen hat (wozu Frettchen durchaus in der Lage sind).

## Adaptionen
Die Kurzgeschichte wurde 1954 als Episode einer TV-Serie namens „Danger“ zum ersten Mal von Sheldon Reynolds verfilmt. Weitere Verfilmungen unter dem Originaltitel gab es 1981 von Andrew Birkin, 1995 von Pavel Marek und 2003 von Angela M. Murray.
2007 erschien die bisher neueste Adaption als Segment der BBC-Produktion Who Killed Mrs De Ropp?, die auf drei Kurzgeschichten von Saki basiert: „The Storyteller“ („Der Geschichtenerzähler“), „The Lumber Room“ („Die Rumpelkammer“) und „Sredni Vashtar“.